# Medaljfördelning vid olympiska vinterspelen 1956
Detta är medaljfördelningen vid olympiska vinterspelen 1956 som hölls i Cortina d'Ampezzo, Italien.

## Tabellen
Ländernas placering i listan avgörs av:
1. Antal guldmedaljer.
2. Antal silvermedaljer.
3. Antal bronsmedaljer.
4. Bokstavsordning (förändrar dock inte landets ranking).

Det här systemet används av IOC, IAAF och BBC.
      Värdnation (Italien)
| Pl.    | Nation        | Guld | Silver | Brons | Totalt |
| ------ | ------------- | ---- | ------ | ----- | ------ |
| 1      | Sovjetunionen | 7    | 3      | 6     | 16     |
| 2      | Österrike     | 4    | 3      | 4     | 11     |
| 3      | Finland       | 3    | 3      | 1     | 7      |
| 4      | Schweiz       | 3    | 2      | 1     | 6      |
| 5      | Sverige       | 2    | 4      | 4     | 10     |
| 6      | USA           | 2    | 3      | 2     | 7      |
| 7      | Norge         | 2    | 1      | 1     | 4      |
| 8      | Italien       | 1    | 2      | 0     | 3      |
| 9      | Tyskland      | 1    | 0      | 1     | 2      |
| 10     | Kanada        | 0    | 1      | 2     | 3      |
| 11     | Japan         | 0    | 1      | 0     | 1      |
| 12     | Ungern        | 0    | 0      | 1     | 1      |
| 12     | Polen         | 0    | 0      | 1     | 1      |
| Totalt | Totalt        | 25   | 23     | 24    | 72     |